# Rafael Francisco Osejo

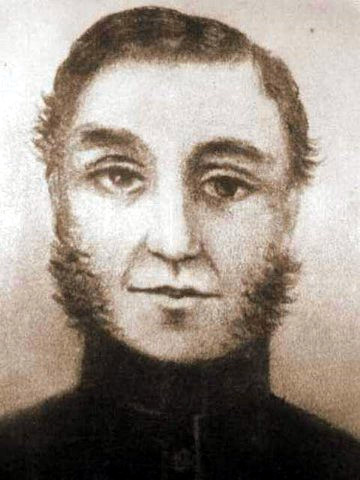
Rafael Francisco Osejo

Rafael Francisco Osejo (* 1790 in Subtiava; † 1848 in Ciudad de Comayagua, Honduras) war ein nicaraguanischer Geisteswissenschaftler, Professor und vom 20. bis 28. März 1823 Präsident von Costa Rica.

## Leben

### Herkunft und frühe Laufbahn
Seine Mutter war Escamilla Osejo. Mit einem Stipendium studierte er Geisteswissenschaften am Colegio Tridentino San Ramón in León (Nicaragua), welches 1830 zum Seminario Conciliar de San Ramón säkularisiert und später die Universidad de San Ramón de León wurde. 1814 zog er nach San José. Bischof Nicolás García Jerez stellte ihn als Dozent für Geisteswissenschaft am Casa de Enseñanza de Santo Tomás an. Rafael Francisco Osejo war von 1814 bis Februar 1815 Rektor an diesem Institut. 1817 ließ er sich in Cartago nieder, wo er auch Geisteswissenschaft lehrte. Zu seinen Studenten gehörten Francisco María Oreamuno Bonilla und Joaquín Bernardo Calvo Rosales. Das Casa de Enseñanza de Santo Tomás in San José verlieh ihm 1829 den Titel Bachelor des Zivilrechts. Im Juli 1824 verlieh ihm das Institut den Titel Master der Schönen Künste und 1830 wurde er an diesem Institut Professor für Philosophie.
Osejo blieb unverheiratet. Er hatte einen Sohn in Cartago, der bereits als Jugendlicher starb.

### In der spanischen Kolonialverwaltung
1819 war er Mitglied des Tribunal Consular.
1820 war er Jurist im Cabildo von Ujarrás. 1821 amtierte er als Jurist im Cabildo von Cartago und Mitglied des Sanitätsausschusses. 1820 hatte er Streit mit dem Jefe Político Subalterno von Costa Rica, Juan Manuel de Cañas-Trujillo, der nicht wollte, dass Rafael Francisco Osejo die Verfassung von Cádiz in Cartago diskutierte.

### Ämter in der Zeit der Unabhängigkeit
Er war ein Republikaner und Gegner der Annexion durch das mexikanische Imperium von Agustín de Itúrbide. Das Cabildo von Ujarrás ernannte ihn zum Delegierten in der Junta de Legados de los Pueblos, einem Parlament, das im November 1821 unter dem Vorsitz von Nicolás Carrillo y Aguirre zusammentrat. Seine Ernennung wurde widerrufen und die Junta de Legados de los Pueblos entsandte Delegierte in den Congreso Constituyente de México 1821.
1822 widmete er sich der Ausbeutung einer Goldmine in den Montes de Aguacate in Alajuela.
Im Februar 1823 trat er vehement gegen den Anschluss an Mexiko und für einen Anschluss von Costa Rica an Kolumbien ein. Er wurde Delegierter in einer verfassungsgebenden Versammlung der Provinz Costa Rica, die in Cartago am 3. März 1823 zusammentrat und am 8. März 1823 die Trennung vom mexikanischen Imperium beschloss. In diesem Parlament war er Sekretär.

### Präsident der Diputación de Costa Rica
Am 14. März 1823 wurde er von der verfassungsgebenden Versammlung in eine dreiköpfige Regierungsjunta mit der Bezeichnung Diputación de Costa Rica gewählt. Die Diputación de Costa Rica bestand aus einem Vorsitzenden und zwei Nachrückern. Diese Junta löste die Junta Superior Gubernativa ab, welcher José Santos Lombardo y Alvarado vorsaß. Die weiteren Mitglieder der Diputación de Costa Rica waren Manuel María de Peralta y López del Corral und Hermenegildo de Bonilla Morales. Als Stellvertreter wurden Alejandro García-Escalante Nava und Juan José de Bonilla y Herdocia ernannt. Die Diputacion trat die Staatsführung am 20. März 1823 an. In der ersten Sitzung wurde Rafael Francisco Osejo als Vorsitzender aus der Diputacion ernannt. Am 29. März 1823 beendete ein Militärputsch unter der Leitung des monarchistischen Caudillo Joaquín de Oreamuno y Muñoz de la Trinidad seine Regierung. Osejo konnte vor den Nachstellungen der Monarchisten nach San José entfliehen.

### Nach der Präsidentschaft
Nach dem Zusammenbruch der monarchistischen Regierung kehrte Rafael Francisco Osejo im Juli 1823 zurück und nahm sein Mandat in der verfassungsgebenden Versammlung wahr. Im August 1823 wurde sein Mandat als Delegierter widerrufen und im September 1823 kam er unter dem Verdacht, die Mitglieder der Diputación hätten mit den monarchistischen Putschisten konspiriert, ins Gefängnis. Am 28. September 1823 beschied ein damit befasstes Tribunal Osejos Unschuld.
Im Dezember 1825 wurde er zum Richter am Obersten Gerichtshof von Costa Rica gewählt, aber er nahm die Wahl nicht an.
Von Anfang 1828 war er alleinvertretender Geschäftsführer von San José.
Von 1828 bis 1830 war er Abgeordneter für Ujarrás. Er unterstützte das Ley Aprílea, eine Gesetzesinitiative, die Costa Rica von 1829 bis 1831 aus der Zentralamerikanischen Konföderation löste.
Von 1831 bis 1833 war er Abgeordneter für das Departamento Alajuela und für einige Monate war er Parlamentspräsident. Er unterstützte die Idee rotierender Orte des Regierungs- und Parlamentssitzes, die 1834 mit dem umstrittenen Ley de la Ambulancia verwirklicht wurde.
Er setzte 1833 das erste Schulpflichtgesetz für die Grundschule durch.
Im August 1833 wurde er zum Rechnungsprüfer ernannt und im Oktober 1833 wurde er Nachrück-Richter beim obersten Gerichtshof von Costa Rica. Im Dezember 1833 wurde er Abgeordneter für das Departamento Oriental de Costa Rica im Parlament der Zentralamerikanischen Konföderation. Im Mai 1834 wurde dieses Mandat für ungültig erklärt.
Von 1835 bis 1836 war er Abgeordneter für Nueva Segovia und von 1836 bis 1837 war er Abgeordneter für León (Nicaragua). 1838 war er Jefe Político von San Salvador und 1847 Beauftragter von Nicaragua in Honduras.